# Aire urbaine d'Orthez
L'aire urbaine d'Orthez est une aire urbaine française centrée sur la ville d'Orthez.

## Caractéristiques
D'après la définition qu'en donne l'INSEE, l'aire urbaine d'Orthez est composée de 7 communes, situées dans les Pyrénées-Atlantiques. Ses 12 248 habitants font d'elle la 338e aire urbaine de France.
3 communes de l'aire urbaine sont des pôles urbains.
Le tableau suivant détaille la répartition de l'aire urbaine sur le département (les pourcentages s'entendent en proportion du département) :
| Département          | Communes | Communes (%) | Superficie (km²) | Superficie (%) | Population (1999) | Population (%) |
| -------------------- | -------- | ------------ | ---------------- | -------------- | ----------------- | -------------- |
| Pyrénées-Atlantiques | 7        | 1,3          | 86,87            | 1,1            | 12 248            | 2,0            |

## Communes
Voici la liste des communes françaises de l'aire urbaine d'Orthez.
| Code INSEE | Commune           | Type                  | Département          | Superficie (km²) | Population (1999) | Densité (hab./km²) |
| ---------- | ----------------- | --------------------- | -------------------- | ---------------- | ----------------- | ------------------ |
| 64131      | Biron             | Pôle urbain           | Pyrénées-Atlantiques | +0004,           | +00 000505,       | +00126,25          |
| 64179      | Castetner         | Commune monopolarisée | Pyrénées-Atlantiques | +0006,56         | +00 000147,       | +00022,41          |
| 64286      | Laà-Mondrans      | Commune monopolarisée | Pyrénées-Atlantiques | +0006,1          | +00 000413,       | +00067,7           |
| 64430      | Orthez            | Pôle urbain           | Pyrénées-Atlantiques | +0045,86         | +00010 121,       | +00220,69          |
| 64500      | Salles-Mongiscard | Commune monopolarisée | Pyrénées-Atlantiques | +0005,84         | +00 000258,       | +00044,18          |
| 64501      | Sallespisse       | Commune monopolarisée | Pyrénées-Atlantiques | +0015,16         | +00 000564,       | +00037,2           |
| 64505      | Sarpourenx        | Pôle urbain           | Pyrénées-Atlantiques | +0003,35         | +00 000240,       | +00071,64          |
|            | Total             |                       |                      | +0086,87         | +00012 248,       | +00140,99          |